# Jim Whitley
James "Jim" Whitley (født 14. april 1975 i Ndola, Zambia) er en nordirsk tidligere fodboldspiller (midtbane). Han spillede størstedelen af sin karriere i England, hvor han blandt andet repræsenterede Manchester City og Norwich.
Whitley spillede tre kampe for Nordirlands landshold. Han debuterede for holdet i en venskabskamp mod Spanien 14. oktober 1987, mens hans sidste landskamp var en VM-kvalifikationskamp mod Tyskland 3. juni 1998.